# Eix Comercial de Lleida
L'Eix Comercial de Lleida és una zona de més de 3’5 km de superfícies comercials, amb més de 450 establiments, reservada als vianants i composta per diversos carrers de la localitat catalana de Lleida. És un dels eixos comercials més llargs d'Europa.

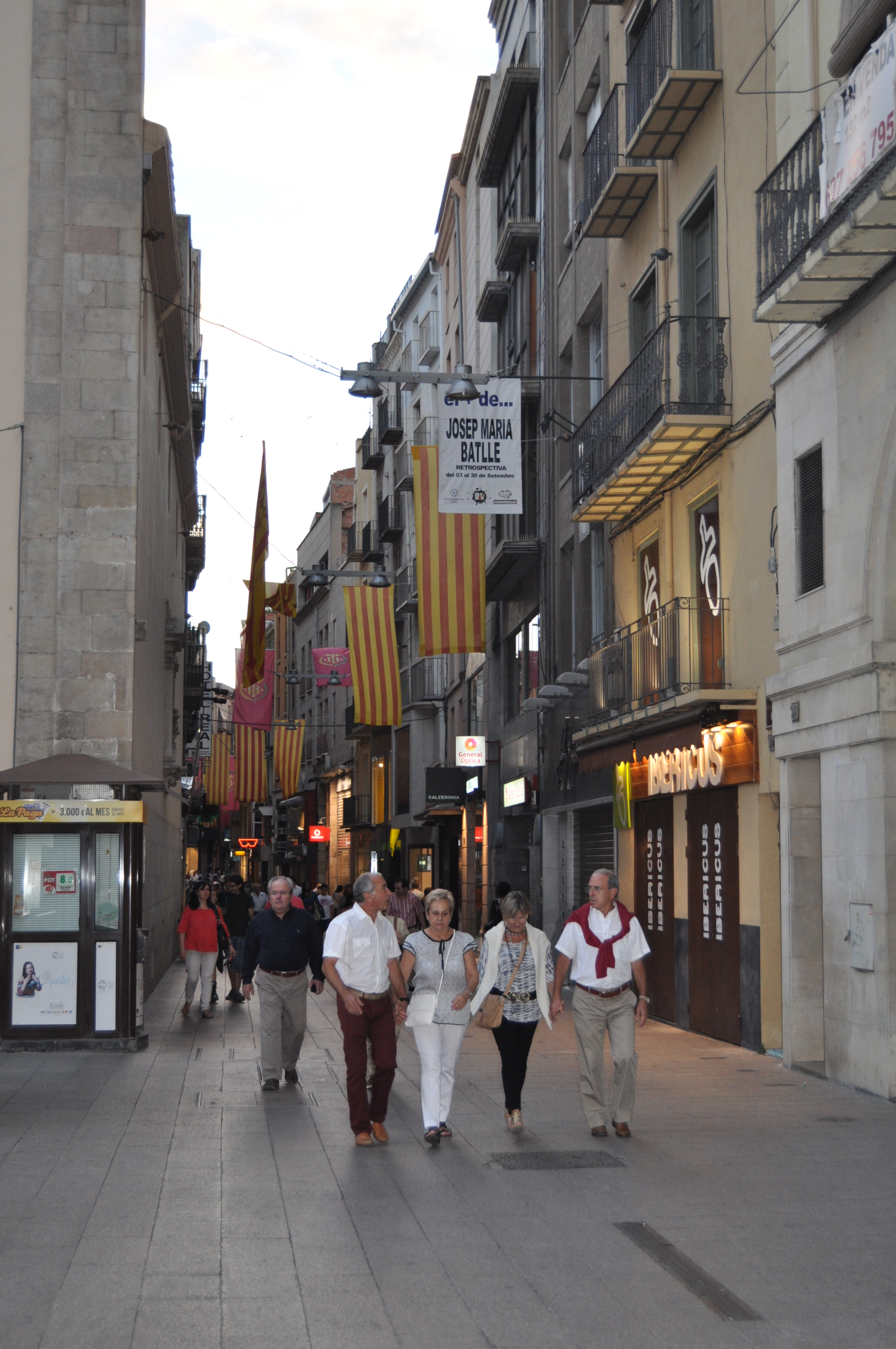
El Carrer Major de Lleida.

## Els Carrers
Els carrers que formen l'Eix Comercial de Lleida són: els de l'Alcalde Costa, Sant Antoni, Blondel, Major, Plaça Sant Joan, Portaferrissa, Carme i Magdalena.

## Botigues
Entre d'altres, estan les botigues: Zara, Stradivarius, H&M, Mango, Desigual, Electrodomèstics Miró, Mael (La Casa Sauces), Artfang, Massimo Dutti, Pimkie, Inside, Cortefiel, M&S, Zara Home, Bijou Brigitte, Sergent Major, Bimba&Lola, United Colors of Benetton, Júlia, If, PC City, Bershka, Pull&Bear, Sfera, Springfield, Custo Barcelona, Purificación García, I am, Adolfo Dominguez, Intimissimi, Women Secret, Calzedonia, Oysho, G-Star, Miss Sixty, o Claire's.